# Myōkō-Klasse
Die Myōkō-Klasse (japanisch 妙高型巡洋艦) war eine Klasse von vier Schweren Kreuzern der Kaiserlich Japanischen Marine, die im Zweiten Weltkrieg zum Einsatz kamen.

## Geschichte

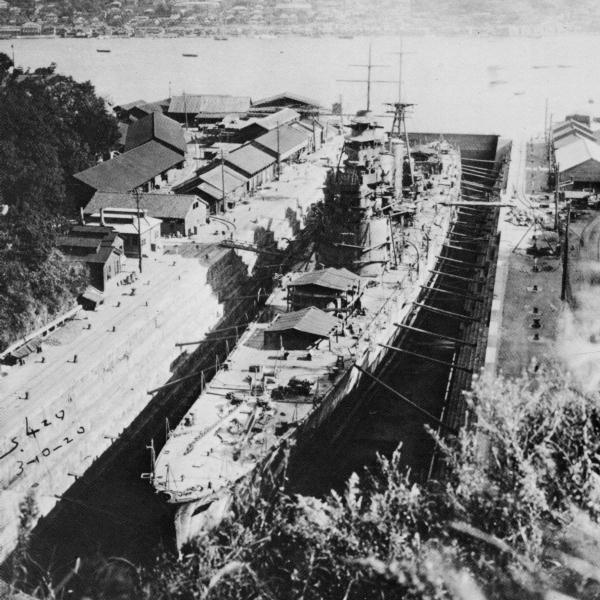
Der Kreuzer Haguro 1928 im Bau bei Nagasaki

Die Klasse wurde basierend auf den Erfahrungen mit der 1922 begonnenen Furutaka-Klasse entwickelt, die zwar mit rund 7.000 Tonnen geplant war, aber mit letztlich 9.500 Tonnen die vereinbarte Obergrenze von 10.000 Tonnen  fast erreichte. (Das Washingtoner Flottenabkommen erlaubte für die Schiffsklasse der Schweren Kreuzer eine Verdrängung von bis zu 10.000 t.) Die Forderungen der japanischen Marine sahen eine stärkere Artillerie- und Torpedo-Bewaffnung als bei den Vorgängerklassen vor. Während die Schiffe der Furutaka-Klasse und die der Aoba-Klasse je drei Zwillingstürme mit Kaliber 20,3-cm-Geschützen erhalten hatten, sollte die Myōkō-Klasse fünf dieser Türme als Hauptartillerie im Bug und achtern erhalten und die vertraglich erlaubte Verdrängung voll ausschöpfen. Die Panzerung rund um die lebenswichtigen Schiffssysteme sollte 15-cm-Granaten standhalten und Torpedowülste sollten den Schutz gegen Torpedotreffer verstärken.
1925 forderte die Marine vom Entwickler Yuzuru Hiraga und seinem Nachfolger Fujimoto Kikuo eine Aufstockung der Torpedobewaffnung von ursprünglich acht Rohren auf zwölf. Durch diese Veränderung wurde die angestrebte Wasserverdrängung um gut 1000 Tonnen überschritten.
Die gefundene Lösung schien zunächst ein guter Kompromiss zu sein; die Myōkō zeigte jedoch in einem Taifun am 21. September 1935, dass die Klasse mit strukturellen Problemen zu kämpfen hatte. Sie erlitt schwere Schäden am Rumpf, der sich unter Einwirkung von Wind und Seegang zu verziehen begann. Letztlich mussten alle Schiffe der Klasse in die Werft, um die Steifigkeit ihrer Rümpfe durch das Anschweißen zusätzlicher Stahlplatten erhöhen zu lassen.
Während des Krieges wurde die Flugabwehrausrüstung der Schiffe überarbeitet und die Zahl der 25-mm-Maschinenkanonen Typ-96 mehrfach aufgestockt. Die ursprüngliche Bestückung mit sechs 12-cm-Flugabwehrkanonen in je drei Einzellafetten an Backbord und Steuerbord wurde durch acht 12,7-cm-Kanonen Typ 89 in vier Zwillingslafetten ersetzt. Die Schiffe wurden im späteren Kriegsverlauf mit Typ-21- und Typ-22-Radarsystemen ausgerüstet.

### Antriebssystem
Die Lösung für das Antriebssystem war an die angelehnt, die man beim Flugzeugträger Akagi gewählt hatte. Die Schiffe der Klasse waren mit vier Turbinensätzen ausgerüstet, die mit dem Dampf aus zwölf ölbefeuerten Dampfkesseln betrieben wurden. Die Kessel waren auf neun Kesselräume verteilt, sechs einzelne an achtern, und sechs in drei Räumen zu zwei Kesseln. Die Turbinen übertrugen bis zu 32.500 SHP bei 320 Umdrehungen pro Minute auf vier Wellen. Das genügte für eine Geschwindigkeit von maximal 35 Knoten.
Die Turbinensätze waren paarweise in zwei hintereinanderliegenden Maschinenräumen installiert. Zur Einsparung von Brennstoff wurden im normalen Fahrbetrieb die beiden hinteren Turbinensätze mit den inneren beiden Wellen nicht benötigt, sondern nur die beiden Turbinen im vorderen Maschinenraum trieben die äußeren beiden Wellen über spezielle Getriebe an, so dass maximal 22 Knoten erreicht wurden. Der Fahrbereich, der mit dem Treibstoff an Bord erreicht werden konnte, betrug rund 6.600 Seemeilen.

### Verdrängung
Die Wasserverdrängung stieg durch die Umbauten an, so dass für verschiedene Ladungszustände die Verdrängung von Anfang 1928 deutlich niedriger war als die von 1939 nach dem zweiten Umbau der Schiffe:
- leicht: 10.590 t[5] auf 12.342 t[6]
- Erprobung: 13.281 t auf 14.949 t
- maximal: 14.194 t auf 15.933 t

## Schiffe der Myōkō-Klasse

### Myōkō
Die Myōkō wurde im Oktober 1924 in Yokosuka auf Kiel gelegt und lief im April 1927 vom Stapel. Sie führte zunächst Operationen im Japanisch-Chinesischen Krieg aus und war ab Dezember 1941 an zahlreichen Einsätzen im Pazifikkrieg beteiligt. Sie unterstützte beispielsweise 1941 die japanische Landung auf den Philippinen. Im Dezember 1944 wurde sie durch einen Torpedotreffer schwer beschädigt und konnte bis zum Kriegsende nicht vollständig wiederhergestellt werden. Nach einigen Monaten Dienst als schwimmende Flugabwehrbatterie ergab sie sich im September 1945 den Briten in Singapur.

### Nachi
Die Nachi wurde im November 1924 in Kure auf Kiel gelegt und lief im Juni 1927 vom Stapel. Sie nahm an zahlreichen Operationen im Pazifikkrieg teil, spielte 1942 eine entscheidende Rolle während der Schlacht in der Javasee und wurde unmittelbar nach der Schlacht von Leyte bei einer Kollision schwer beschädigt. Sie wurde am 5. November 1944 bei Corregidor bei einem Luftangriff durch Bomben und Torpedos versenkt.

### Haguro
Die Haguro wurde im März 1925 in Nagasaki auf Kiel gelegt und lief im März 1928 vom Stapel. Nach der Teilnahme an zahlreichen Operationen im Pazifikkrieg war sie gegen Kriegsende eine der wenigen noch einsatzfähigen schweren Einheiten der japanischen Marine und wurde zum Ziel zweier großer Kampfgruppen der Alliierten. Sie wurde schließlich am 16. Mai 1945 in der Straße von Malakka von überlegenen Streitkräften gestellt und versenkt.

### Ashigara
Die Ashigara wurde im April 1924 in Kōbe auf Kiel gelegt und lief im April 1928 vom Stapel. Sie überstand die Teilnahme an zahlreichen Operationen im Pazifikkrieg, wie die Schlacht von Leyte im Oktober 1944. Am 8. Juni 1945 wurde sie auf dem Weg von Batavia nach Singapur von drei alliierten U-Booten gestellt und durch fünf Torpedotreffer der HMS Trenchant versenkt.